# Wilhelm Hebra
Wilhelm Hebra (bis 1919 Wilhelm von Hebra; * 11. Oktober 1885 in Wien; † 27. Oktober 1944 in der JVA München-Stadelheim) war ein Schriftsteller und österreichischer Monarchist, der gegen den Nationalsozialismus kämpfte.

## Leben
Hebra stammte aus einer alten Wiener Familie. Sein Vater Hans von Hebra und sein Großvater Ferdinand von Hebra waren Medizinprofessoren in Wien. Die Großmutter mütterlicherseits war Jüdin.
Wilhelm von Hebra studierte an der Universität Wien und der Ludwig-Maximilians-Universität München Rechts- und Staatswissenschaften. Nachdem er als Einjährig-Freiwilliger in der Gemeinsamen Armee gedient hatte, kämpfte er an der Ostfront und im Gebirgskrieg 1915–1918. Als Monarchist blieb er auch nach dem Krieg in der Ersten Republik ein Anhänger der Habsburger. Für sie warb er in belletristischen und politischen Schriften, für sie agitierte er als Redner in öffentlichen Versammlungen. 1936 schloss er sich dem legitimistischen Reichsbund der Österreicher an. 1937 musste er aufgrund einer Erkrankung diese Betätigungen vorläufig einstellen. In Aufsätzen befasste er sich unter anderem mit der Bedeutung der militärischen Unabhängigkeit Österreichs.
Den „Anschluss“ Österreichs lehnte er ab, weil die Habsburgern nun keine Aussicht mehr hatten, auf den Thron der Habsburgermonarchie zurückzukehren. Wie andere Monarchisten begann er noch 1938 mit dem Aufbau einer illegalen Organisation. Dieser schlossen sich neben weiteren Legitimisten auch Mitglieder mit anderen ideologischen Einstellungen an. Anlässlich des vierten Jahrestags der Ermordung von Bundeskanzler Engelbert Dollfuß am 25. Juli 1938 streuten sie erstmals etwa 1000 Flugblätter. Die Sudetenkrise war Anlass zur Herstellung weiterer Flugblätter, in denen Eisenbahner aufgerufen wurden, durch passiven Widerstand den Bahnbetrieb lahmzulegen und so den drohenden Krieg zu verhindern. Da das Münchner Abkommen die Kriegsgefahr vorerst bannte, vernichtete Hebra die Flugblätter. Die Eisenbahn blieb organisatorisch weiter im Visier der Gruppe, man erprobte Sabotagemittel an Waggons und versuchte unter Reichsbahnbediensteten neue Mitglieder zu gewinnen. Im Herbst 1938 verfasste Hebra einen weiteren Aufruf. In ihm hieß es:

„Österreich ist nicht ein Teil des Deutschen Reichs, sondern ein durch Lüge und Gewalt erobertes, durch Tyrannei festgehaltenes, jedes Rechts beraubtes, gequältes und gepeinigtes Land. Wir Österreicher sind durch Geschichte und Kultur, in Geist und Gesinnung, in Charakter und Lebensform von den anderen Deutschen unterschieden, den Preußen gegensätzlich. Wir sind eine eigene Nation: die österreichische Nation; …“

Unterzeichnet war die Botschaft, von der einige hundert Exemplare verbreitet wurden, mit „Östfrei“ (Österreich frei). Unmittelbar nach den Ausschreitungen am erzbischöflichen Palais versuchte Hebra auch kirchliche Kreise für den Widerstand zu gewinnen. So übergab er etwa Domkapitular Jakob Weinbacher ein Schriftstück, worin die vorangegangenen Exzesse sarkastisch kommentiert wurden. Hebra hegte die illusorischen Hoffnung, Kardinal Theodor Innitzer würde es von der Kanzel verlesen. Im Minoritenkloster Wien fand er Sympathisanten und möglicherweise auch Mitglieder für seine Widerstandsgruppe. Jedenfalls konnten Räume des Klosters für Zusammenkünfte genutzt werden. Allerdings waren auf die Gruppe bereits ab Sommer 1938 Spitzel der Gestapo und des SD angesetzt.
Schon im März 1939 nahm die Gestapo 20 Mitglieder der Organisation „Östfrei“ fest, darunter Hebra selbst. Bis zur Verhandlung des Volksgerichtshofs vergingen wegen Adolf Hitlers Moratorium drei Jahre. Am 16. November 1943  wegen „Vorbereitung zum Hochverrat und Feindbegünstigung“ zum Tode verurteilt, wurde Hebra ein weiteres Jahr später im Zuchthaus Stadelheim hingerichtet. Beerdigt wurde er auf dem Friedhof am Perlacher Forst.

## Einige Mitglieder der Gruppe Hebra (Östfrei)
- Peter August Blandenier, Ordensmitglied, geboren am 19.11.1905, gestorben am 20.04.1941 im KZ Dachau
- Josef Eder, Versicherungsvertreter, geboren am 28.04.1906
- Wilhelm Hebra (s. o.)
- (Frater) Franz Hierzer, geboren 1897 in Graz, gestorben 1945 in Graz (Check nötig)
- Josef Jeschek, Lithograph, geboren am 01.03.1887, gestorben am 18.07.1940 im KZ Sachsenhausen
- (Frater) Beda Land (Check nötig)
- John Robert Lennox, Baumeister und Grundstückshändler, geboren am 12.06.1896, britischer Staatsbürger,
- Josef Pinzenöhler, Ordensmitglied und Lehrer, geboren am 08.12.1909, gestorben 1991[3]
- Fritz Polcar, Versicherungsangestellter, Buchdrucker und Politiker, geboren 1909 in Wien, gestorben 1975 in Wien
- Karl Alfons von Portele, Pathologe/Mediziner. geboren 1912, gestorben 1993